# عصام محفوظ
عصام عبد المسيح محفوظ (12 أيلول 1939 - 3 شباط 2006) شاعر وكاتب مسرحي من لبنان. يُعدّ من أبرز مؤسسي الحركة المسرحية الحديثة في لبنان، وشاركت أعماله في عدد كبير من المهرجانات المسرحية العربية، كما كانت له مشاركات في عدد كبير من الندوات والمهرجانات والمؤتمرات الثقافية والمسرحية العربية. عُرِف عنه الاعتذار عن عدم قبول الأوسمة والجوائز، بما فيها وسام الأرز، أرفع الأوسمة اللبنانية.

## سيرة
ولد عصام محفوظ في بلدة جديدة مرجعيون (جنوب لبنان) . درس في مدارس مرجعيون وحصل على دبلوم دراسات عليا من معهد الدراسات العليا في باريس فرنسا. التحق باكرًا بحركة مجلة شعر ثم هجر الشعر موقتًا ليكتب للمسرح . عمل في الصحافة نحو ثلاثين سنة، وتحديدًا في جريدة النهار منذ العام 1966. ودرّس التأليف المسرحي في الجامعة اللبنانية .
محفوظ كاتب حداثي، فرض على الساحة الثقافية صوته الخاص المتفرد المنسوج من الغنائية والذاتية والبعد الإنساني، توقف عن كتابة الشعر بعد هزيمة حزيران (1967) وكانت آخر قصائده «وداع الأيام الستة»؛ إذ رأى أن الشكل المسرحي (الحواري) هو المناسب لمستجدات الوقت العربي. وقد اتسمت قصائده بقوة لغتها وإحكام أسلوبها، وميلها إلى التعبير عن إنسان القرن العشرين وحالات الفقد التي يعيشها، والميل للتجريب الشعري، من دون التخلي عن طريقته المعهودة في كتابة قصيدة التفعيلة محافظًا على موسيقاها وأعاريضها، مستمدًا بعض تعبيراتها من الكتاب المقدس ورموزه. توفي محفوظ في بيروت ودفن في مسقط رأسه جديدة مرجعيون.

## نشاطه ومؤلفاته
يعدّ محفوظ من أبرز مؤسسي الحركة المسرحية الحديثة في لبنان، كما أسهم في حركة مجلة شعر (1958 - 1969)، وكانت له مؤلفات في المسرح والشعر والرواية والترجمة، كذلك قدم دراسات عن ابن عربي وابن الراوندي وابو بكر الرازي وجابر بن حيان ، مرورًا ببعض العالميين الحديثين أمثال آرثر رامبو وأوجين اونسكو وألفريد غاري وصموئيل بيكيت وأرثر ميلر وجورج شحاده. وله قصة اسمها عاشقات بيروت الستينات، صدرت عن دار رياض الريس للنشر في العام 2000، وصدرت له أخيرًا أربعة كتب لم تكن منشورة عن دار نلسن في بيروت.
كتب محفوظ المسرح منذ ستينات القرن العشرين، ويبدو أن مسرحيته الشهيرة الزنزلخت كان قد كتبها في العام 1963 ثم قدمها إلى منير أبو دبس و«فرقة المسرح الحديث» ليتم إخراجها ووضعها على الخشبة، لكن ذلك لم يحصل، إذ لم يرها المتفرج اللبناني إلا في العام 1968 بإخراج اسم معروف آخر هو برج فازيليان. من هنا «أتى الالتباس حول إذا ما كان محفوظ شاعرًا ذهب إلى المسرح أو ممسكًا بالكتابة من أكثر من طرف من بداياته».

### في المسرح
يمكن القول إن مسرحيته الزنزلخت (1968) جعلت منه كاتبًا مسرحيًّا بارزًا، فهي أول أعماله. تبعتها مسرحية القتل (1968)، وكارت بلانش (1970) ولماذا رفض سرحان سرحان ما قاله الزعيم عن فرج الله حلو في ستيديو 71 (1971)، ثم نشر مسرحية الديكتاتور (1972) ثم 11 قضية ضد الحرية (1975) والتعري ومجموعة مسرحيات قصيرة صدرت معاً عام 1985.
وجاءت جميع هذه الأعمال بالمحكية اللبنانية أو ما أسماه هو: «الفصحى الشعبية»، وبعضها أعيد وضعه على الخشبة مرات عدة، وبرؤيا مخرجين مختلفين.
ومن أبرز أعماله الموسوعية في المسرح مسرح القرن العشرين في جزأين، يتناول في الأول المؤلفين المسرحيين، وأما في الثاني فيتناول العروض. في الجزء الخاص بالكتّاب المسرحيين فقد اختارهم وقدمهم بأسلوبه المميز الذي يعدّ لوحة بيانية شاملة من تنوع مفاهيم الرؤية المسرحية لدى شهود عاشوا نبض العصر في شهاداتهم المختلفة عن الصراع المتفجر فيه أمثال: صموئيل بيكيت، برتولد بريشت ، يوجين أونسكو، فريدريك دورنمات، ماكس فريش، آرثور أداموف، آرثر ميلر، جان أنوي، جون أوزوبورن، هارولد بنشر، هاينر مولر، وول شوينكا، جورج شحادة ، أدمون بوند، عزيز نيسين، ألفرد جاري وغيرهم. وهم يمثلون مختلف التوجهات في إطار حداثة القرن العشرين.

### في الشعر
لمحفوظ مجموعات شعرية منها: أشياء ميتة 1959 ، أعشاب الصيف 1961 ، السيف وبرج العذراء 1963 ، الموت الأول 1973. وترجم إلى العربية للشاعر الفرنسي لويس أراغون بعض مؤلفاته منها الشاعر والقضية.

### قائمة مؤلفاته
- «أبعد من الحرب»، الآداب - لبنان، 1993، عدد الصفحات:245.[3]
- «أبعد من السلام 1993- ...»، دار الفارابي، 1997، عدد الصفحات:176.[4]
- «الأعمال الشعرية - عصام محفوظ»، دار الفارابي، 2019، عدد الصفحات:312.[5]
- «الأعمال المسرحية الكاملة»، دار الفارابي، 2006، عدد الصفحات:630.[6]
- «الإرهاب بين السلام والإسلام»، دار الفارابي، 2003، عدد الصفحات:181.[7]
- «التعري»، دار الفارابي، 2000، عدد الصفحات:156.[8]
- «السوريالية وتفاعلاتها العربية»، المؤسسة العربية للدراسات والنشر، 1987، عدد الصفحات:136.[9]
- «القتل ومسرحيات أخرى»، دار الفارابي، 1988، عدد الصفحات:250.[10]
- «الكتابة في زمن الحرب»، دار نلسن، 2017، عدد الصفحات:210.[11]
- «المسرح مستقبل العربية»، دار الفارابي، 1991، عدد الصفحات:168.[12]
- «الموت الأول»، دار بدران، 1973، عدد الصفحات:208.[13]
- «باريس السبعينات؛ لقاء المشرق والمغرب»، دار نلسن، 2017، عدد الصفحات:179.[14]
- «بعض أساتذتنا في القرن العشرين»، دار البيروني للطباعة والنشر، 2006، عدد الصفحات:630.[15]
- «جبران: صورة شخصية»، المؤسسة العربية للدراسات والنشر، 1982، عدد الصفحات:116.[16]
- «جورج شحادة: ملاك الشعر والمسرح»، دار النهار للطباعة والنشر والتوزيع، 1989، عدد الصفحات:180.[17]
- «حوار مع الملحدين في التراث»، دار الفارابي، 2004، عدد الصفحات:142.[18]
- «حوار مع رواد النهضة العربية، قراءة جديدة في أعمالهم»، رياض الريس للكتب والنشر، 2000، عدد الصفحات:227.[19]
- «حوار مع متمردي التراث»، دار البيروني للطباعة والنشر، 2008، عدد الصفحات:247.[20]
- «دفتر الثقافة العربية الحديثة»، دار الكتاب اللبناني للطباعة والنشر والتوزيع، 1973، عدد الصفحات:260.[21]
- «دفتر الثقافة العربية»، الشركة العالمية للكتاب، 1973، عدد الصفحات:260.[22]
- «رامبو بالأحمر»، دار الفارابي، 2000، عدد الصفحات:176.[23]
- «رحلة ثقافية في سبعينات القرن العشرين (شرقاً وغرباً)»، دار البيروني للطباعة والنشر، 2006، عدد الصفحات:272.[24]
- «سجالات القرن العشرين (الفكريه - السياسية)»، دار الفارابي، 2004، عدد الصفحات:383.[25]
- «سيناريو المسرح العربي في مئة عام يليه المهرجانات المسرحية العربية»، دار نلسن، 2017، عدد الصفحات:238.[26]
- «سيناريو المسرح العربي في مئة عام»، دار الباحث للطباعة، 1981، عدد الصفحات:152.[27]
- «شعراء القرن العشرين»، 2000، عدد الصفحات:400.[28]
- «عاشقات بيروت الستينات»، رياض الريس للكتب والنشر، 2002، عدد الصفحات:111.[29]
- «عشرون روائياً عالمياً يتحدثون عن تجاربهم»، شركة المطبوعات للتوزيع والنشر، 1998، عدد الصفحات:436.[30]
- «لماذا والديكتاتور»، دار الطليعة للطباعة والنشر، 1971، عدد الصفحات:212.[31]
- «ماذا يبقى منهم للتاريخ»، رياض الريس للكتب والنشر، 2000، عدد الصفحات:434.[32]
- «مختارات من الشعراء الرواد في لبنان/ 1900-1950»، شركة المطبوعات للتوزيع والنشر، 1998، عدد الصفحات:300.[33]
- «مسرح القرن العشرين الجزء الأول المؤلفون»، 2002.[34]
- «مسرح القرن العشرين الجزء الثاني العروض»، دار الفارابي، 2002، عدد الصفحات:376.[35]
- «مسرحي والمسرح»، دار أمواج للطباعة والنشر والتوزيع، 1995، عدد الصفحات:204.[36]
- «مع الشيخ الأكبر إبن عربي»، دار الفارابي، 2003، عدد الصفحات:160.[37]
- «ناقد عربي في باريس»، دار الباحث للطباعة، 1981، عدد الصفحات:312.[38]

## قراءات موسعة
- مجموعة من الكُتّاب: محاولة لإدراك عصام محفوظ/ متأخرة - موقع مدد الإلكتروني على شبكة الإنترنت.
- بول شاؤول: رحيل الرائد الكبير عصام محفوظ - جريدة المستقبل - العدد 2171 - 4 شباط 2006.
- جان دايه: عصام محفوظ هذا الكائن السياسي الهارب إلى الأدب قرأ مسوداته يوسف الخال وبشّر أدونيس بولادة موهبة جديدة - جريدة الشرق الأوسط - العدد 9941 - 15 شباط 2006.